# بربريوس
البربريوس (الاسم العلمي:Berberidopsis) هو جنس من النباتات المزهرة في الفصيلة البربريوسية الصغيرة.

## الأنواع
الجنس يحتوي على نوعين:
- البربريوس البكلري (Berberidopsis beckleri) - كرمة الشريط الجبلية، في أستراليا.
- البربريوس المرجاني (Berberidopsis corallina) - نبات مرجاني في تشيلي، كرمة خشبية مهددة، تُعرف محليًا باسم voqui fuco. تستخدم سيقانها في صناعة السلال التقليدية من قبل شعب مابوتشي الجنوبي.